# Морякова, Зоя Алексеевна
Зо́я Алексе́евна Моряко́ва (10 апреля 1919, Гжатск — 31 января 2006, Москва) — советский и российский художник кино, специалист в области комбинированных съёмок фильмов. Заслуженный художник РСФСР (1990).

## Биография
Родилась в Гжатске (ныне Гагарин Смоленской области), родители – Анна Сергеевна и Алексей Степанович Моряковы. Незадолго до войны семья перебралась в Москву и поселилась в Марьиной Роще.
 По окончании художественного факультета ВГИКа в 1949 году была принята на киностудию «Мосфильм». Первые творческие шаги пришлись на пик так называемого периода малокартинья. В качестве ассистента художника ей довелось трудиться на снимавшихся тогда «Жуковском», «Далеко от Москвы», «Пржевальском». В 1951 году уже художником, совместно с другими участвовала в росписях живописных фонов в павильонах, где создавались «Большой концерт», «Композитор Глинка», «Застава в горах», «Серебристая пыль». Тогда же близко познакомилась с братьями Н. С. и А. С. Ренковыми, Б. К. Горбачёвым, Г. Д. Айзенбергом, Л. К. Александровской и другими операторами и художниками, увлечёнными комбинированными съёмками. Технологии воплощения чудес на экране захватили Морякову, сулили неограниченный простор для фантазии и творческую самостоятельность. С конца 1950-х годов она уже на постоянной основе сотрудничает с оператором комбинированных съёмок А. С. Ренковым, в паре с которым ей в полной мере удалось реализоваться как художнику.
Опыт росписей фонов пригодился в комбинированных съёмках, где, помимо владения разнообразными живописными техниками, требовалось привлечение архивных и иконографических материалов, широкий кругозор и интуиция.
Методом последующей дорисовки были решены сцены исторических и сказочных картин, например «Хождение за три моря», «Хованщина», «Сампо». В «Емельяне Пугачёве» зрители увидели виды утраченной Казани XVIII века накануне и во время сражения Крестьянской войны.
Этапная работа над «Сказкой о царе Салтане» (1967), вобравшая в себя почти весь арсенал способов и приёмов комбинированных съёмок, не осталась незамеченной и в среде профессионалов. До сих пор в мире появляются публикации, ставящие эту работу в ряд самых удачных в данной области.
В 1971 году, готовясь с оператором А. С. Ренковым к решению новых творческих задач по картине «Командир счастливой „Щуки“», они придумали, а затем первыми осуществили на практике оригинальный способ комбинированной «подводной» съёмки:

А. Ренков вместе с художником З. Моряковой принимает парадоксальное решение: снимать лодку не под водой, а над водой и не в бассейне, а в павильоне. Для этого на полу павильона был установлен поддон с водой. На стену крепился большой белый фон, который отражается в воде. Макет подводной лодки, повёрнутый на 180 градусов, укреплялся на специальных растяжках, которые в свою очередь закреплялись на движущейся по потолку павильона монорельсовой тележке. Камера, также повёрнутая на 180 градусов, устанавливалась на малый операторский кран, что позволяло ей сопровождать движение макета. К потолку павильона на тонких верёвочках подвешивались макеты мин. В результате на экране создалась полная иллюзия съёмки движения подводной лодки сквозь минное поле, с проекцией её корпуса на водную поверхность.
— Дмитрий Масуренков, «Техника и технологии кино» № 4 2006
Вскоре после того, как фильм вышел в прокат, в одном из павильонов ВДНХ была развёрнута масштабная экспозиция с наглядной демонстрацией метода съёмки перевёрнутого макета подводной лодки Щ-721 в окружении подводных мин. В 1979 году оператору и художнику вручили медали ВДНХ СССР.
Одним из последних стал научно-популярный фильм «Сказочный мир Александра Птушко» 1988 года по сценарию А. Захарова с собранными воедино картинами режиссёра-сказочника, на пяти из которых Ренков и Морякова работали в паре — своеобразный итог их творческой деятельности.
Значительная часть эскизов, а также дорисовок художника ныне хранится в фондах Музея Кино, отдельные — в частных коллекциях.
Работы Моряковой участвовали в выставках «Художники игрового кино. К столетию кинопроизводства в России» в Третьяковской галерее на Крымском Валу (2008), «За три моря. Странствия Афанасия Никитина» в Музее искусств народов Востока (2023—2024), на ВДНХ, в Североморском музее истории города и флота (2017).
Член Союза кинематографистов СССР (Москва).
Похоронена на Хованском кладбище в Москве рядом с родителями.

## Избранная фильмография
- 1954 — Борис Годунов
- 1954 — Школа мужества
- 1955 — Салтанат
- 1955 — Тайна вечной ночи
- 1956 — Как Джанни попал в ад
- 1956 — Карнавальная ночь
- 1958 — Хождение за три моря
- 1959 — Сампо
- 1959 — Хованщина
- 1959 — Люди на мосту
- 1960 — Враги
- 1961 — Алые паруса
- 1961 — В начале века
- 1962 — Мой младший брат
- 1962 — Яблоко раздора
- 1963 — СССР глазами итальянцев
- 1964 — Казнены на рассвете…
- 1964 — Метель
- 1964 — Сказка о потерянном времени
- 1965 — Время, вперёд!
- 1966 — Сказка о царе Салтане
- 1967 — Крепкий орешек
- 1967 — Таинственная стена
- 1968 — Далеко на Западе
- 1968 — Золотой телёнок
- 1968 — Крах
- 1969 — Директор
- 1970 — Кремлёвские куранты
- 1970 — Посланники вечности
- 1971 — 12 стульев
- 1971 — Пой песню, поэт…
- 1972 — Командир счастливой «Щуки»
- 1972 — Сибирячка
- 1973 — Райские яблочки
- 1974 — Ливень
- 1974 — Любовь земная
- 1975 — Семья Ивановых
- 1976 — Три солнца
- 1977 — Судьба
- 1978 — Емельян Пугачёв
- 1979 — Возвращение чувств
- 1979 — Осенний марафон
- 1979 — Шествие золотых зверей
- 1980 — Белый снег России
- 1980 — Желаю успеха
- 1980 — Зелёная куколка
- 1980 — Идеальный муж
- 1982 — Красные колокола
- 1982 — Спортлото-82
- 1983 — Букет фиалок
- 1983 — Любовью за любовь
- 1983 — Одиноким предоставляется общежитие
- 1984 — Кто сильнее его
- 1985 — Багратион
- 1985 — Начни сначала
- 1985 — Репортаж с линии огня
- 1987 — Сад желаний
- 1987 — Старая азбука
- 1988 — Долой коммерцию на любовном фронте, или Услуги по взаимности
- 1991 — Уроки в конце весны

Из раннего периода дан неполный перечень картин, на которых трудилась З. А. Морякова: из-за необходимости печатать много сотен кинопрокатных копий немало кинематографических специальностей поначалу для экономии плёнки в титры не входило. К тому же, в 1940—1950-е годы

…комбинаторы не считались членами съёмочной группы и были выделены в отдельную категорию, с отдельной сметой и календарным планом.
— Нина Спутницкая, «Искусство кино» № 5 2015

## Изобретения
В 1985 году было получено авторское свидетельство Государственного комитета СССР по делам изобретений и открытий на новый метод комбинированных подводных съёмок, сделанных по картине «Командир счастливой „Щуки“» в 1971 году.

Световой поток, направляемый на динамическую поверхность воды, при отражении от неё освещает макеты подводной лодки, мин, фон и другие предметы. При этом создается полная иллюзия естественного освещения объектов под водой светом, проникающим через её динамическую поверхность. Ориентирование камеры и объектов съёмки в одинаковом положении относительно динамической поверхности воды в процессе киносъёмки позволяет получать на плёнке прямое изображение.
— из описания способа комбинированной подводной съёмки

## Награды
- нагрудный знак отличия Бронзовая медаль ВДНХ (7 декабря 1979) — за оригинальное художественное решение эскизов комбинированных кадров для фильмов «Командир счастливой „Щуки“», «Емельян Пугачёв», «Судьба» и решение комбинированных кадров с использованием трёхгранной призмы в фильме «Командир счастливой „Щуки“»[6];
- почётное звание «Заслуженный художник РСФСР» (3 января 1990) — за заслуги в области советского искусства[19].

## Комментарии
1. ↑  Кино. Энциклопедический словарь 1987 года содержит ошибку — соавтором З. А. Моряковой указан старший брат Н. С. Ренков, тоже оператор.